# 사할린-홋카이도 터널

사할린-홋카이도 터널의 예상 경로

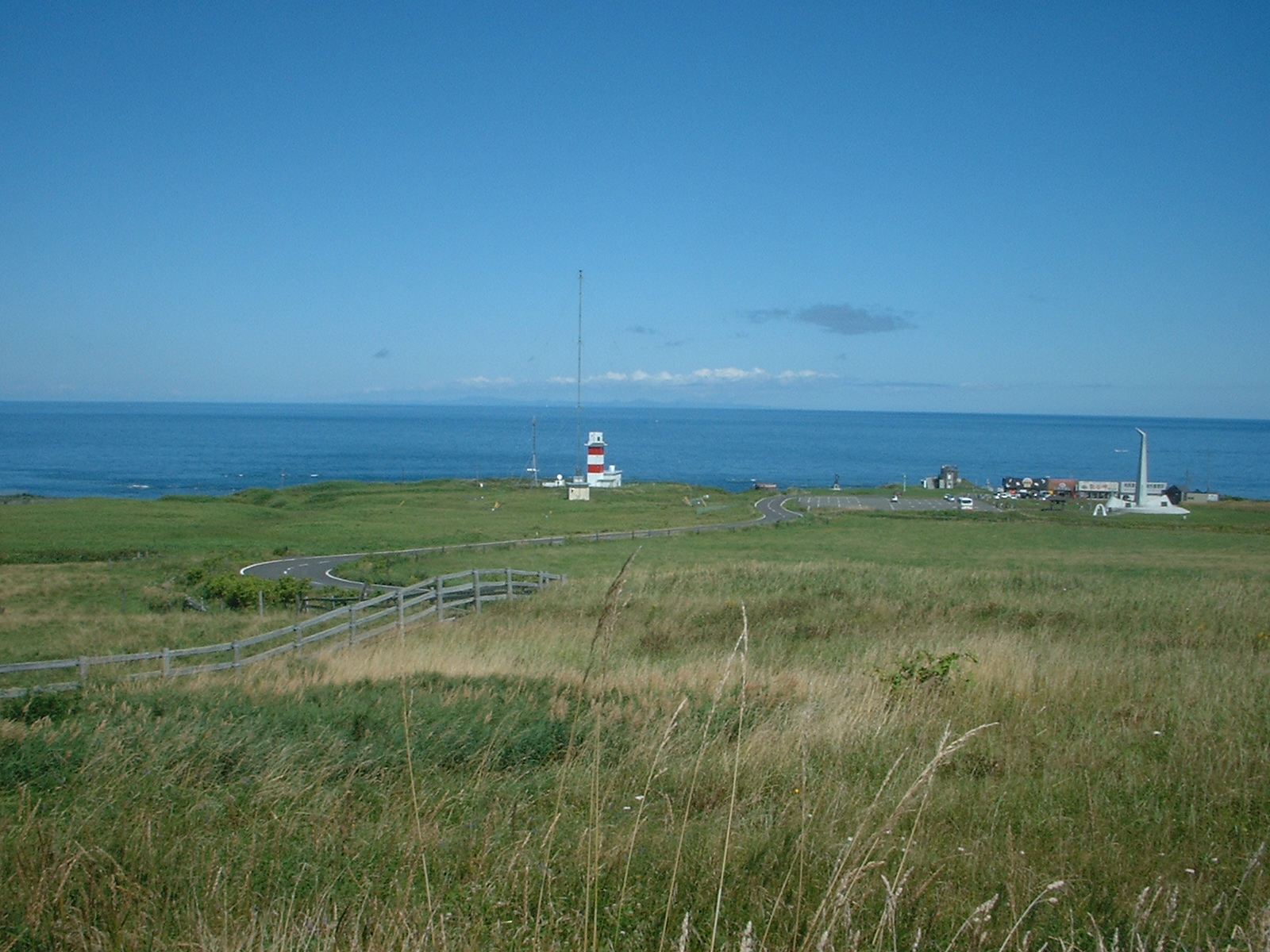
라페루즈 해협

사할린-홋카이도 터널(영어: Sakhalin–Hokkaido Tunnel, 러시아어: Тоннель Сахалин-Хоккайдо) 또는 소야 터널(일본어: 宗谷トンネル)은 러시아의 사할린섬과 일본의 홋카이도 사이의 연결로 제안된 해저 터널 노선이다. 45 킬로미터의 터널을 건설하는 이 계획의 실행에 대해 2000년 러시아에서 추정한 비용은 총 500억 달러이다.

## 개요
2009년 1월 16일, 러시아의 안드레이 네도세코프 수송부 차관이 사할린-홋카이도 터널과 관련한 구상을 고려하고 있음을 확인하였다. 이 당시의 구상은 터널보다는 다리 형태였다. 그의 구상은 러시아와 일본 간 철도 협력 구상을 위해 사할린 터널 등의 철도망 개발을 위한 컨소시엄에 일본 기업들을 초청하려 한 것이었다.
사할린-홋카이도 터널은 사할린섬의 크릴론 곶(영어: Cape Crillon, 러시아어: Мыс Крильон)과 홋카이도의 소야곶 사이의 40 ~ 45 km 구간을 연결할 것으로 예상된다. 홋카이도는 혼슈와 53.85 km 길이의 세이칸 터널로 연결되어 있다. 사할린섬 북쪽에서 러시아 본토와 연결되는 사할린 터널 또한 구상되어 있다. 사할린 터널은 러시아 정부에서 구상하고 있다. 철도는 러시아 본토와 연결되어 러시아와 유럽의 철도망으로 확장될 수 있다. 남쪽으로는 현재 세계 최장의 해저 터널이자 두 번째로 긴 철도 터널인 세이칸 터널으로 연결된다. 이를 통해 일본의 철도망으로 확장될 수 있다.
사할린-홋카이도 터널 구상은 한일 해저 터널의 대체 구상으로 여겨지고 있다. 한반도와 일본 열도 사이의 거리보다 사할린-홋카이도 터널 구간의 거리가 더 짧으며, 러시아 측에서는 이미 주요 철도망을 연결하면서 계획을 진행해오고 있다.
막대한 비용과 공학적 어려움 외에도, 러시아와 일본 간의 쿠릴 열도 분쟁 등 정치적 문제들이 존재한다. 일본 정부는 계획이 처음 제안되었을 때 일단 긍정적인 반응을 보였다.
2013년에 러시아 정부 인사들이 사할린섬과 홋카이도를 연결하는 구상을 다시 제안했다. 만약 건설된다면 사할린 터널과 함께 일본과 유럽 사이의 철도망을 연결하는 마지막 구간이 될 것이다.
사할린-홋카이도 터널 계획은 러시아와 일본의 정부 인사들 사이에서 반복해서 논의되어왔다. 러시아의 블라디미르 푸틴 대통령의 첫 임기 당시, 러시아는 세계 3위의 경제 대국인 일본과의 연결의 중요성을 크게 강조했다. 러시아는 모스크바와 도쿄 사이를 잇는 도로와 철도 건설을 구상했다. 긴 시간이 지난 후인 2017년에, 푸틴 대통령은 러시아와 일본 간의 육로 연결이 '전 지구적' 중요성을 가지게 될 것이라고 언급하며 구상 논의를 다시 일으켰다.
2018년 7월, 블라디미르 푸틴 대통령은 사할린섬에서의 다리 건설 계획에 대한 분석을 의뢰했다. 푸틴 대통령은 이 계획이 사할린섬 주민들에게 매우 중요하며 주민들의 생활에 큰 도움이 될 것이라고 언급했다. 이 계획은 하바로프스크의 발전도 도울 것이다. 푸틴 대통령은 특히 경제적 측면에 대해 러시아 정부에 분석을 의뢰했다고 발표했다.

## 건설 비용
러시아 정부의 전문가 조사와 추정에 따르면, 사할린 터널과 인근 철도의 건설 비용이 20억 달러, 사할린 철도의 개량 비용이 25억 달러, 사할린-홋카이도 터널 자체의 건설 비용이 80억 ~ 100억 달러, 전체 계획에의 투자액은 총 120억 ~ 150억 달러로 추산되었다. 건설에는 7년 가량이 걸릴 것으로 예상되었다.

## 기대 효과
러시아 측에서는 푸틴 대통령의 발언 등을 통해 일본과의 화물열차를 통한 물자 수송에 따른 무역 활성화로 사할린주와 러시아 극동의 지역 경제 활성화를 기대하고 있다. 사할린-홋카이도 터널 계획이 실현될 경우 연간 일본과 유럽 사이에 수송되는 총 컨테이너 개수의 15 ~ 20%를 차지하는 400만 ~ 600만 개의 컨테이너가 수송되고, 일본과 러시아 사이에는 연간 1800만 ~ 2000만 톤의 화물이 수송될 수 있을 것으로 추정되었다. 수송에서 얻을 수 있는 연간 수익은 30억 ~ 40억 달러로 추산된다. 사할린-홋카이도 터널은 시베리아 횡단 철도와 바이칼-아무르 철도 인근 지역의 광물, 목재 등 천연자원의 개발과 수출을 활성화할 수 있을 것으로 여겨진다.
한편 일본 측에서는 일본 정부나 JR 소속의 홋카이도여객철도, 일본화물철도 모두 아무런 견해도 표명하지 않고 있으며, 효과 추산 또한 하지 않고 있다.

## 궤간
러시아 대륙의 철도는 1,520 mm (4 ft 11 27⁄32 in) 러시아 궤간을 사용하며, 사할린 철도는 2016년 기준으로 점진적으로 일본의 1,067 mm (3 ft 6 in) 궤간에서 러시아 궤간으로 변환 중이다. 일본의 철도는 1,067 mm (3 ft 6 in)과 1,435 mm (4 ft 8 1⁄2 in) 표준궤를 사용한다. 제안된 터널과 관련 시설에 어느 궤간을 사용할지는 불분명하다. 다음은 현재 제안된 수치들이다.
- 궤간 변경: 홋카이도 왓카나이역에서 1,520 mm (4 ft 11 27⁄32 in)/1,435 mm (4 ft 8 1⁄2 in).
- 사할린-홋카이도 터널
  - 궤간: 1,520 mm (4 ft 11 27⁄32 in)
  - 열차 너비: 가로 4.1 m, 세로 6.15 m
  - 전철화: 25 kV 50 Hz AC 전선
- 홋카이도의 철도망:
  - 궤간: 1,435 mm (4 ft 8 1⁄2 in)
  - 열차: 신칸센

## 같이 보기

### 일반 주제
- 사할린 철도
- 사할린 터널
- 세이칸 터널
- 한일 해저 터널
- 홋카이도 신칸센

### 관련 교통 시설
- 강주아오 대교
- 국도 제40호선 (일본)
- 소야 본선

### 관련 프로젝트
- 아시아 횡단 철도
- 징타이 고속공로
- 대만 해협 해저 터널 프로젝트
- 한중 해저 터널
- 제주 해저 터널